# Die Casagrandes – Der Film
Die Casagrandes – Der Film (Originaltitel: The Casagrandes Movie) ist ein US-amerikanischer Zeichentrickfilm, basierend auf der Zeichentrickserie Die Casagrandes. Am 22. März 2024 erschien der Film weltweit bei Netflix.

## Handlung
800 Jahre in der Vergangenheit möchte die Halbgöttin Punguari endlich zur Göttin ernannt werden, was ihre Mutter ihr jedoch verbietet. Aus Wut führt Punguari daraufhin selbst das Ritual durch, um Göttin zu werden, was jedoch zur Folge hat, dass sie die Welt ins Chaos stürzt, weswegen ihre Eltern sie in Stein verwandeln. Dabei wird jedoch der Gott Ucumu freigelassen, den Punguaris Eltern nur mit vereinter Kraft besiegen können, wodurch sie jedoch in Kristalle in Ucumus Kopf eingesperrt werden.
In der Gegenwart feiert Ronnie Anne ihren zwölften Geburtstag, als ihre Familie sie mit einem Urlaub über den Sommer bei ihrer Urgroßmutter Mama Lupe in Mexiko überrascht. Ronnie Anne ist wenig begeistert von der Überraschung und noch dazu hat ihre Mutter etliche Aktivitäten geplant, auf die sie nicht sonderlich Lust hat. Schon bald kommt es deswegen zu einer Auseinandersetzung zwischen Ronnie Anne und ihrer Mutter.
Als Ronnie Anne beim Skaten auf einem Felsen Punguari wieder zum Leben erweckt, befreunden sich die beiden, wobei letztere sich als Shara ausgibt und Ronnie Anne ausnutzt, um mit ihr eine Maske zu finden, mit der sie endlich zur Göttin werden kann. Bei der Erschaffung ihres Tempels setzt Punguari erneut Ucumu frei. Mit der Hilfe von Ronnie Anne und den Casagrandes kann Punguari Ucumu schließlich besiegen, wodurch auch ihre Eltern wieder aus den Kristallen befreit werden. Ronnie Anne als auch Punguari versöhnen sich schließlich mit ihren Eltern, woraufhin sie nun den Rest des Sommers genießen können.

## Produktion und Veröffentlichung
Am 4. April 2023 wurde der Film erstmals angekündigt. Am 1. Februar 2024 wurde der 22. März 2024 als Veröffentlichungsdatum bekanntgegeben. Der Trailer zum Film wurde am 23. Februar 2024 veröffentlicht.

## Besetzung und Synchronisation
Die deutschsprachige Synchronisation entstand bei der Iyuno Germany nach einem Dialogbuch von Ulrich Georg und der Dialogregie von Christine Pappert und Klaus Terhoeven.
| Rolle                 | Originalsprecher  | Deutscher Sprecher    |
| --------------------- | ----------------- | --------------------- |
| Ronnie Anne Santiago  | Izabella Alvarez  | Simona Pahl           |
| Maria Santiago        | Sumalee Montano   | Tina Eschmann         |
| Punguari              | Paulina Chávez    | Julie Bonas           |
| Mama Lupe             | Angélica Aragón   | Judith Steinhäuser    |
| Bobby Santiago        | Carlos PenaVega   | Johannes Semm         |
| Rosa Casagrande       | Sonia Manzano     | Isabella Grothe       |
| Hector Casagrande     | Ruben Garfias     | Erik Schäffler        |
| Frida Puga-Casagrande | Roxana Ortega     | Antje von der Ahe     |
| Carlos Casagrande     | Carlos Alazraqui  | Jens Wendland         |
| Carlota Casagrande    | Alexa PenaVega    | Nina Witt             |
| CJ Casagrande         | Jared Kozak       | Sebastian Urbanski    |
| Carl Casagrande       | Alex Cazares      | Laszlo Charisius      |
| Carlitos Casagrande   | Roxana Ortega     | Jenny Maria Meyer     |
| Sergio                | Carlos Alazraqui  | Achim Buch            |
| Sid Chang             | Leah Mei Gold     | Elise Eikermann       |
| Sisiki                | Kate del Castillo | Debora Weigert        |
| Chipiri               | Cristo Fernández  | Marc Skanderberg      |
| Don Tacho             | Carlos Alazraqui  | Marko Bräutigam       |
| Arturo Santiago       | Fabio Tassone     | Patrick Giese         |
| Paco                  | Sergio Aragonés   | Matthias Scherwenikas |
| Lalo                  | Dee Bradley Baker |                       |